# Grammy Awards 1971
Bei den Grammy Awards 1971 wurden zum 13. Mal musikalische Leistungen des Vorjahres ausgezeichnet und es gab 43 Preisträger aus 15 Feldern. Die Veranstaltung fand am 16. März statt. Der „King of Rock'n' Roll“ Elvis Presley wurde darüber hinaus mit einem Ehrengrammy für sein Lebenswerk geehrt.

## Hauptkategorien
Single des Jahres (Record of the Year):
- Bridge over Troubled Water von Simon & Garfunkel

Album des Jahres (Album of the Year):
- Bridge over Troubled Water von Simon & Garfunkel

Song des Jahres (Song of the Year):
- Bridge over Troubled Water von Simon & Garfunkel (Autor: Paul Simon)

Bester neuer Künstler (Best New Artist):
- Carpenters

## Pop
Beste zeitgenössische weibliche Gesangsdarbietung (Best Contemporary Vocal Performance, Female):
- I'll Never Fall In Love Again von Dionne Warwick

Beste zeitgenössische männliche Gesangsdarbietung (Best Contemporary Vocal Performance, Male):
- Everything Is Beautiful von Ray Stevens

Beste zeitgenössische Gesangsdarbietung eines Duos, einer Gruppe oder eines Chors (Best Contemporary Vocal Performance By A Duo, Group Or Chorus):
- (They Long to Be) Close To You von den Carpenters

Beste zeitgenössische Instrumentaldarbietung (Best Contemporary Instrumental Performance):
- Theme from Z and Other Film Music von Henry Mancini

Bester zeitgenössischer Song (Best Contemporary Song):
- Bridge over Troubled Water von Simon & Garfunkel (Autor: Paul Simon)

## Rhythm & Blues
Beste weibliche Gesangsdarbietung – R&B (Best R&B Vocal Performance, Female):
- Don't Play That Song von Aretha Franklin

Beste männliche Gesangsdarbietung – R&B (Best R&B Vocal Performance, Male):
- The Thrill Is Gone von B. B. King

Beste R&B-Darbietung eines Duos oder einer Gruppe, Gesang oder instrumental (Best R&B Performance By A Duo Or Group, Vocal Or Instrumental):
- Didn't I (Blow Your Mind This Time) von den Delfonics

Bester R&B-Song (Best R&B Song):
- Patches von Clarence Carter (Autoren: General Johnson, Ronald Dunbar)

## Country
Beste weibliche Gesangsdarbietung – Country (Best Country Vocal Performance, Female):
- Rose Garden von Lynn Anderson

Beste männliche Gesangsdarbietung – Country (Best Country Vocal Performance, Male):
- For The Good Times von Ray Price

Beste Countrygesangsdarbietung eines Duos oder einer Gruppe (Best Country Vocal Performance By A Duo Or Group):
- If I Were A Carpenter von Johnny Cash & June Carter

Bestes Darbietung eines Countryinstrumentals (Best Country Instrumental Performance):
- Me And Jerry von Chet Atkins & Jerry Reed

Bester Countrysong (Best Country Song):
- My Woman, My Woman, My Wife von Marty Robbins

## Jazz
Beste Jazz-Darbietung – Kleingruppe oder Solist mit Kleingruppe (Best Jazz Performance – Small Group Or Soloist With Small Group):
- Alone von Bill Evans

Beste Jazz-Darbietung – Großgruppe oder Solist mit Großgruppe (Best Jazz Performance – Large Group Or Soloist With Large Group):
- Bitches Brew von Miles Davis

## Gospel
Beste Gospel-Darbietung (ohne Soul-Gospel) (Best Gospel Performance, Other Than Soul Gospel):
- Talk About The Good Times von den Oak Ridge Boys

Beste Soul-Gospel-Darbietung (Best Soul Gospel Performance):
- Every Man Wants To Be Free von den Edwin Hawkins Singers

Beste musikalische Sacred-Darbietung (Best Sacred Performance, Musical):
- Everything Is Beautiful von Jake Hess

## Folk
Beste Ethnofolk- oder traditionelle Folk-Aufnahme (einschließlich traditionellem Blues) (Best Ethnic Or Traditional Recording, Including Traditional Blues):
- Good Feelin' von T-Bone Walker

## Für Kinder
Beste Aufnahme für Kinder (Best Recording For Children):
- Sesame Street von den Muppets (Produzenten: Joan Cooney, Thomas Z. Shepard)

## Sprache
Beste gesprochene Aufnahme (Best Spoken Word Recording):
- Why I Oppose the War in Vietnam von Martin Luther King, jr.

## Comedy
Beste Comedy-Aufnahme (Best Comedy Recording):
- The Devil Made Me Buy This Dress von Flip Wilson

## Musical Show
Beste Musik eines Original-Cast-Show-Albums (Best Score From An Original Cast Show Album):
- Company von der Originalbesetzung mit Dean Jones, Barbara Barrie, George Coe, Teri Rolston, John Cunningham und Beth Howland (Komponist: Stephen Sondheim; Produzent: Thomas Z. Shepard)

## Komposition / Arrangement
Beste Instrumentalkomposition (Best Instrumental Composition):
- Airport Love Theme (Komponist: Alfred Newman)

Beste Originalmusik geschrieben für einen Film oder ein Fernsehspecial (Best Original Score Written For A Motion Picture Or A Television Special):
- Let It Be von den Beatles (Komponisten: George Harrison, John Lennon, Paul McCartney, Ringo Starr)

Bestes Instrumentalarrangement (Best Instrumental Arrangement):
- Theme From Z (Arrangeur: Henry Mancini)

Bestes Arrangement mit Gesangsbegleitung (Best Arrangement Accompanying Vocalists):
- Bridge Over Troubled Water von Simon & Garfunkel (Arrangeure: Larry Knechtel, Paul Simon)

## Packages und Album-Begleittexte
Bestes Album-Cover (Best Album Cover):
- Indianola Mississippi Seeds von B. B. King (Grafikkünstler: Robert Lockart; Fotograf: Ivan Nagy)

Bester Album-Begleittext (Best Album Notes):
- The World's Greatest Blues Singer von Bessie Smith (Verfasser: Chris Albertson)

## Produktion und Technik
Beste technische Aufnahme, ohne klassische Musik (Best Engineered Recording, Non-Classical):
- Bridge Over Troubled Water von Simon & Garfunkel (Technik: Roy Halee)

Beste technische Klassikaufnahme (Best Engineered Recording, Classical):
- Strawinski: Le sacre du printemps vom Cleveland Orchestra unter Leitung von Pierre Boulez (Technik: Arthur Kendy, Fred Plaut, Ray Moore)

## Klassische Musik
Bestes Klassik-Album des Jahres (Album Of The Year, Classical):
- Berlioz: „Les troyens“ von verschiedenen Interpreten und dem Royal Opera House Orchestra und Chor unter Leitung von Colin Davis

Beste klassische Orchesterdarbietung (Best Classical Performance, Orchestra):
- Strawinski: „Le sacre du printemps“ vom Cleveland Orchestra unter Leitung von Pierre Boulez

Beste Opernaufnahme (Best Opera Recording):
- Berlioz: „Les Troyens“ von verschiedenen Interpreten und dem Royal Opera House Orchestra und Chor unter Leitung von Colin Davis

Beste Chor-Darbietung (ohne Oper) (Best Choral Performance Other Than Opera):
- Ives: „New Music of Charles Ives“ von den Gregg Smith Singers und dem Columbia Chamber Ensemble

Beste Soloinstrument-Darbietung mit oder ohne Orchester (Best Classical Performance – Instrumental Soloist or Soloists With Or Without Orchestra):
- Brahms: „Konzert in A-Moll für Violine und Cello (Doppelkonzert)“ von David Oistrach, Mstislaw Rostropowitsch und dem Cleveland Orchestra unter Leitung von George Szell

Beste Kammermusik-Darbietung (Best Chamber Music Performance):
- Beethoven: „The Complete Piano Trios“ von Eugene Istomin, Leonard Rose und Isaac Stern

Beste klassische Solo-Gesangsdarbietung (Best Classical Vocal Soloist Performance):
- Schubert: „Lieder“ von Dietrich Fischer-Dieskau

## Special Merit Awards

### Grammy Lifetime Achievement Award
- Elvis Presley

Trustees Award
- Chris Albertson
- John Hammond
- Larry Hiller
- Paul Weston